# Oud-Aa
Oud-Aa is een buurtschap behorende tot de gemeente Stichtse Vecht in de provincie Utrecht. Het ligt tussen Breukelen en Nieuwer Ter Aa aan de rivier de Aa. Hier zijn de restanten van Kasteel Ruwiel te vinden.

## Zie ook

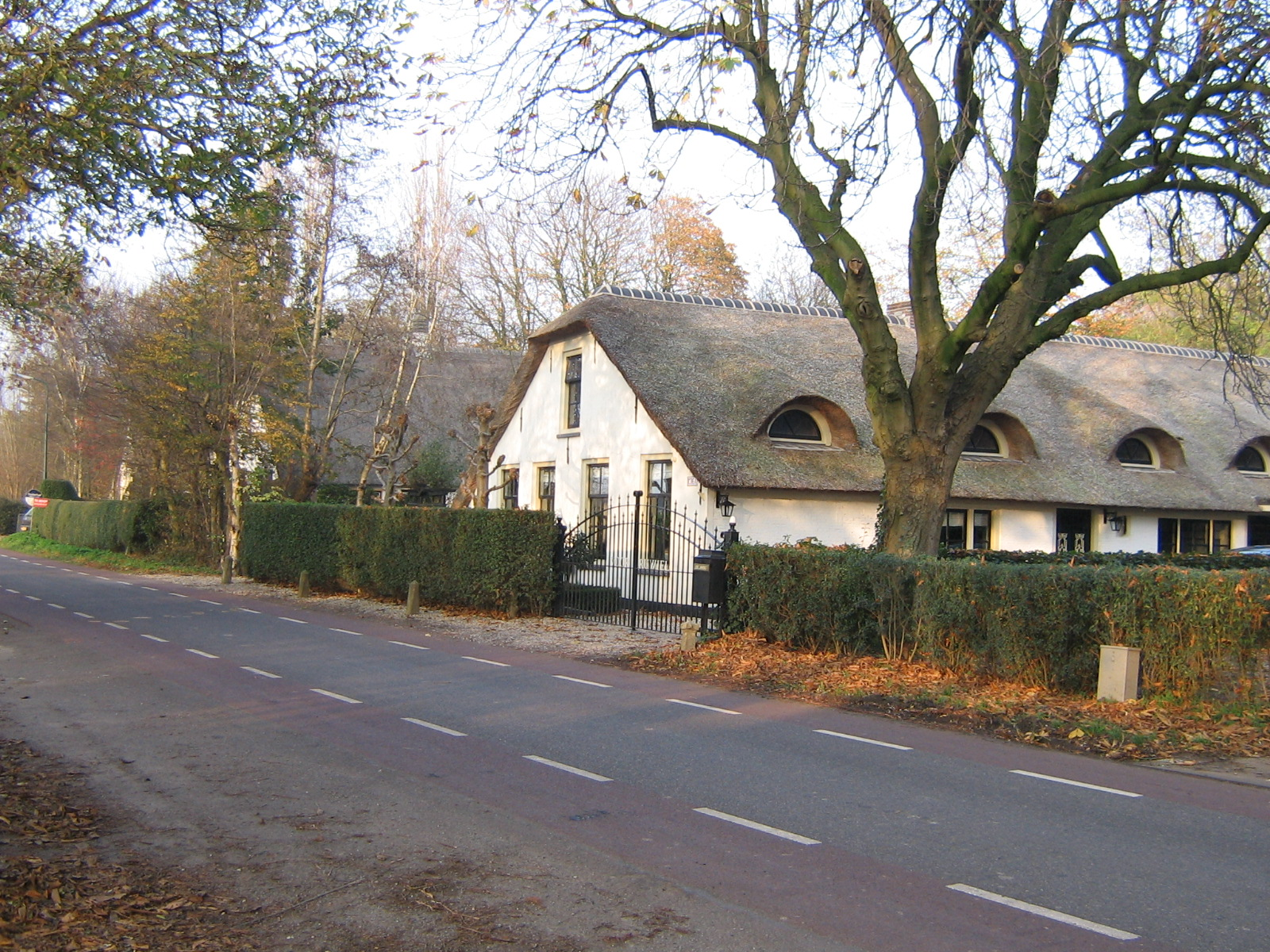
Boerderij in Oud-Aa